# William Torres Alegría
William Jeovanny Torres Alegría (San Miguel, 27 ottobre 1976) è un ex calciatore salvadoregno, di ruolo centrocampista.

## Caratteristiche tecniche
Era un trequartista.

## Carriera

### Club
Ha cominciato a giocare al Dragón. Nel 2000 si è trasferito all'Águila. Nel 2001 è passato al FAS. Dopo due stagioni al FAS, nel 2003 è tornato all'Águila. Nel 2005 è stato acquistato dal Coca Cola San Vicente. Nel 2006 è passato all'Once Municipal. Nel 2007 si è trasferito all'Águila. Nel 2011 è stato acquistato dal Luis Ángel Firpo, con cui ha giocato fino al 2012.

### Nazionale
Ha debuttato in Nazionale nel 1999. Ha messo a segno la sua prima rete con la maglia della Nazionale il 26 marzo 2008, in Anguilla-El Salvador (0-4), in cui ha siglato la rete del definitivo 0-4. Si è ripetuto sei mesi dopo, il 6 settembre 2008, in El Salvador-Haiti (5-0), in cui ha siglato la rete del definitivo 5-0. Ha partecipato, con la Nazionale, alla Gold Cup 2009. Ha collezionato in totale, con la maglia della Nazionale, 31 presenze e due reti.